# Дамијен Ле Талек
Дамијен Ле Талек (фр. Damien Le Tallec; Поаси, 19. април 1990) је француски фудбалер.

## Каријера

### Клупска
У млађим категоријама наступао је за Ле Авр и Рен, да би од 2009. до 2012. године био члан Борусије из Дортмунда. Није се наиграо у дресу “Милионера“. За први тим је уписао свега шест утакмица, али је зато за резервни састав одиграо 43 меча и постигао 14 голова. Кратко је након тога носио дрес Нанта и забележио осам сусрета, да би од 2012. до 2014. године за украјинску Говерлу уписао 41 меч уз седам голова. Након тога је прешао у Русију и заиграо за Мордовију у чијим редовима је забележио 44 меча и један погодак. У првом делу сезоне 2015/16. одиграо је 15 утакмица у Премијер лиги Русије, од тога 13 у стартној постави, на терену провео 1190 минута, погодио мрежу Динама из Москве у ремију (1:1) и зарадио укупно три жута картона. У јануару 2016. постао је играч Црвене звезде. Током две и по године у београдском клубу, Ле Талек је освојио две титуле првака Србије и у сезони 2017/18. био један од кључних играча у пласману у шеснаестину финала Лиге Европе. За црвено-беле је одиграо укупно 104 утакмице и постигао 7 голова. У јуну 2018. се вратио у Француску и потписао за Монпеље.

### Репрезентативна
Прошао је све млађе категорије у репрезентацији Француске у којима је укупно одиграо 47 утакмица и постигао чак 27 голова. Од тога је четири меча одиграо за селекцију до 20 година, а најуспешнији је био у екипи “галских петлова“ за узраст до 17 година, када је у периоду од 2006. до 2007. године на 18 мечева затресао мрежу 14 пута.

## Трофеји

### Црвена звезда
- Првенство Србије (2): 2015/16, 2017/18.